# Communauté de communes du Pays de Bécherel
La communauté de communes du Pays de Bécherel était une communauté de communes française, située dans le département d'Ille-et-Vilaine, en région Bretagne.

## Histoire
Les dix communes du canton de Bécherel ont créé en 1990 le Syndicat intercommunal pour le Développement du Pays de Bécherel  qui s'est transformé le 1er janvier 1994 en Communauté de communes du Pays de Bécherel.
Celle-ci a été dissoute au 1er janvier 2014,  et :
- Bécherel, Miniac-sous-Bécherel, La Chapelle-Chaussée, Romillé et Langan ont rejoint Rennes Métropole[5] ;
- Cardroc, Les Iffs et Saint-Brieuc-des-Iffs ont rejoint la Communauté de communes du Pays de la Bretagne romantique ;
- Saint-Pern et Irodouër ont rejoint la Communauté de communes de Saint-Méen Montauban.

## Territoire communautaire

### Géographie
La communauté de communes regroupait les dix communes du canton de Bécherel.

### Composition
Au 31 décembre 2013, jour de sa dissolution, elle était composée de 10 communes.
| Nom                   | Code Insee | Gentilé       | Superficie (km2) | Population (dernière pop. légale) | Densité (hab./km2) |
| --------------------- | ---------- | ------------- | ---------------- | --------------------------------- | ------------------ |
| Bécherel (siège)      | 35022      | Bécherellais  | 0,57             | 700 (2014)                        | 1 228              |
| Cardroc               | 35050      | Cardreuçiens  | 7,39             | 546 (2014)                        | 74                 |
| Irodouër              | 35135      | Irodouëriens  | 23,54            | 2 200 (2014)                      | 93                 |
| La Chapelle-Chaussée  | 35058      | Chapellois    | 14,76            | 1 253 (2014)                      | 85                 |
| Langan                | 35144      | Langanais     | 7,80             | 919 (2014)                        | 118                |
| Les Iffs              | 35134      | Ifféens       | 4,52             | 273 (2014)                        | 60                 |
| Miniac-sous-Bécherel  | 35180      | Miniacois     | 13,55            | 745 (2014)                        | 55                 |
| Romillé               | 35245      | Romilléens    | 28,67            | 3 871 (2014)                      | 135                |
| Saint-Brieuc-des-Iffs | 35258      | Briochins     | 8,29             | 340 (2014)                        | 41                 |
| Saint-Pern            | 35307      | Saint-Pernais | 12,13            | 1 006 (2014)                      | 83                 |

## Administration

### Siège
Le siège de la communauté était à Bécherel, 2 rue de la Libération.

### Élus
La communauté était administrée par un conseil communautaire constitué de 24 conseillers communautaires ainsi que 24 suppléants, tous élus en leur sein par les conseils municipaux des communes membres.
Le conseil communautaire du 1er avril 2008 avait élu son président, Bernard Leroy, maire de Bécherel, ainsi que quatre vice-présidents, qui constituaient le bureau de la communauté de communes pour le mandat 2008-2014.

### Liste des présidents
| Période                                    | Période                 | Identité          | Étiquette | Qualité                                                       |
| ------------------------------------------ | ----------------------- | ----------------- | --------- | ------------------------------------------------------------- |
| Syndicat intercommunal à vocation multiple |                         |                   |           |                                                               |
| septembre 1989                             | janvier 1994            | Tanguy de Kernier | DVD       | Maire de Bécherel (1971 → 1995)                               |
| Communauté de communes                     |                         |                   |           |                                                               |
| janvier 1994                               | 14 octobre 2000 (décès) | Tanguy de Kernier | DVD       | Maire de Bécherel (1971 → 1995) Premier adjoint (1995 → 2000) |
| mai 2001                                   | 27 septembre 2005       | Guy Chatel        |           | Maire de Saint-Pern (2001 → 2014)                             |
| 27 septembre 2005                          | 31 décembre 2013        | Bernard Leroy     | DVD       | Maire de Bécherel (1995 → 2014) Réélu en 2008                 |

### Compétences
La communauté exerçait des compétences qui lui étaient déléguées par les communes membres.
Il s'agissait du développement économique, de l'aménagement de l'espace, de la gestion et du traitement des ordures ménagères, du logement et du cadre de vie, de la protection et la mise en valeur de l’environnement, du développement culturel et sportif, de l'action sociale reconnue d'intérêt communautaire.

### Régime fiscal
La communauté percevait la taxe professionnelle unique à la place des communes membres.